# Vuelo 349 de Piedmont Airlines
El 30 de octubre de 1959, el vuelo 349 de Piedmont Airlines, un Douglas DC-3, se estrelló en Bucks Elbow Mountain cerca de Crozet, Virginia, matando a los tres miembros de la tripulación y a todos, menos uno, de sus veinticuatro pasajeros. El único superviviente resultó gravemente herido y fue encontrado en el suelo cerca de los restos, todavía atado a su asiento.

## Accidente
El vuelo descendía a una velocidad de 298 nudos, por lo cual es demasiado rápido para una aproximación del sistema de aterrizaje por instrumentos (ILS), la aeronave se dirigía al aeropuerto de Charlottesville-Albemarle hasta el aeropuerto Aeropuerto Nacional Ronald Reagan de Washington. Mientras realizaba un giro de entrada con 90 grados de ángulo de banqueo, el piloto del vuelo 349 se da cuenta de su error cuando la aeronave está a 30 segundos del impacto, finalmente la aeronave impacta bruscamente en Bucks Elbow Mountain a 2600 pies (790 m).
A partir de la evidencia disponible, la Junta determina que este accidente ocurrió durante una aproximación por instrumentos prevista. Más específicamente, ocurrió durante la parte de acercamiento del viraje de procedimiento que estaba siendo volado S a 11 millas al oeste del área de maniobras prescrita por el procedimiento de aproximación por instrumentos.

## Investigación
La investigación posterior determinó que la causa del accidente fue: 

Una omisión de navegación que resultó en un error de rumbo lateral que no fue detectado y corregido a través de procedimientos de vuelo por instrumentos de precisión. Un factor que contribuyó al accidente pudo haber sido la preocupación del capitán como resultado del estrés mental.
- Informe final de accidente.

## Desacuerdos con el reporte final
La Asociación de Pilotos de Líneas Aéreas realizó su propia investigación y llegó a una conclusión muy diferente. En lugar de perder un giro en su vuelo, el piloto y el copiloto, según SEPLA, pueden haber sido descarriados por radiobalizas defectuosas. El informe de SEPLA, que cita numerosas incidencias de una señal intermitente en la baliza del aeropuerto de Charlottesville, encontró que la baliza de un campo privado en Hagerstown, Maryland, podría haber anulado y causado la colisión con la montaña.